# Erwin Schrödinger
« Schrödinger » redirige ici. Pour les autres significations, voir Schrödinger (homonymie).
Erwin Schrödinger (prononcé : /ˈɛʁviːn ˈʃʁøːdɪŋɐ/), né le 12 août 1887 à Vienne et mort le 4 janvier 1961 dans la même ville, est un physicien, philosophe et théoricien scientifique autrichien.
En imaginant l'équation d'évolution de la fonction d'onde associée à l'état d'une particule, il a permis le développement du formalisme théorique de la mécanique quantique. Cette équation d'onde, qui tient compte à la fois de la quantification et de l'énergie non relativiste, a été appelée par la suite équation de Schrödinger (pour laquelle il a reçu, en commun avec Paul Dirac, le prix Nobel de physique de 1933).
Il est également connu pour avoir soumis l'étonnante expérience de pensée, nommée plus tard expérience du Chat de Schrödinger, à la suite d'une importante correspondance avec Albert Einstein en 1935.

## Biographie
Né en 1887 à Erdberg, un quartier de Vienne, Erwin Schrödinger est le fils de Rudolf Schrödinger (de), botaniste et fabricant de suaires, et de Georgine Emilia Brenda, la fille d'Alexander Bauer, un professeur de chimie. Il entre à l'Akademisches Gymnasium en 1898, puis étudie à Vienne de 1906 à 1910 sous la tutelle de Franz-Serafin Exner (1849-1926) et de Friedrich Hasenöhrl (1874-1915). Il obtient son doctorat en physique théorique à l'université de Vienne en 1910.
En 1914, Erwin Schrödinger obtient une habilitation puis participe à la guerre comme officier d'artillerie. Le 6 avril 1920, il épouse Annemarie Bertel et, la même année, devient l'assistant de Max Wien. En septembre, il est nommé professeur vacataire, Außerordentlicher Professor (ao. Univ.-Prof.), puis est entièrement titularisé, Ordentlicher Professor (o. Univ.-Prof.) en 1921, à Breslau.
En 1922, il fréquente l'université de Zurich. En 1926, Schrödinger publie six articles à propos de la mécanique ondulatoire, dont un article dans les Annales de Physique sur la quantification comme problème des valeurs propres, ce qui devient l'équation de Schrödinger.
En 1927, il rejoint Max Planck à l'université Frédéric-Guillaume de Berlin. En 1933, Schrödinger décide de quitter l'Allemagne, réprouvant le nazisme et l'antisémitisme. Il entre alors à l'université d'Oxford et reçoit le prix Nobel (en commun avec Paul Dirac). Il n'y reste pas longtemps : sa vie privée, peu conventionnelle, est critiquée — Schrödinger vit alors avec deux femmes : sa femme officielle, Annemarie, et Hilde March, la femme de son collègue Arthur March (il a un enfant de chacune). En 1934, Schrödinger donne alors des conférences à l'université de Princeton, où on lui propose un poste permanent, qu'il décline, sa volonté de fonder un foyer avec deux femmes posant sans doute problème. Il espère intégrer l'université d'Édimbourg, mais son visa expire ; il retourne en Autriche, à l'université de Graz, en 1936.
En 1935, Schrödinger imagine le paradoxe du chat, qui met en évidence la fracture existant entre le monde quantique, où un objet peut se trouver dans plusieurs états à la fois, et le monde macroscopique, déterministe.
En 1938, après l'annexion de l'Autriche par Hitler, Schrödinger rencontre des problèmes en raison de son départ d'Allemagne en 1933 et de son opposition déclarée au nazisme. Il publie une déclaration désavouant son opposition — ce qu'il regrette par la suite, s'excusant personnellement auprès d'Albert Einstein. Cela n'a toutefois pas eu pour effet de lever sa nouvelle dispense et l'université le renvoie pour cause de « manque de fiabilité politique ». Il subit des harcèlements et reçoit l'instruction de ne pas quitter le pays, mais il s'envole avec sa femme pour l'Italie. De là, il se rend dans les universités d'Oxford et de Gand.
En 1940, il reçoit une invitation pour aider à établir l'Institut d'études avancées de Dublin, en Irlande. Il devient directeur de l'école de physique théorique, où il reste en poste pendant 17 années, et se voit attribuer la nationalité irlandaise. Il publie quelque 50 nouveaux articles sur des sujets variés, dont son exploration de la théorie unifiée des champs. Il est élu membre étranger de la Royal Society le 12 mai 1949.
En 1944, il écrit Qu'est-ce que la vie ?, qui contient une discussion sur la néguentropie et le concept de molécule complexe avec le code génétique des organismes vivants. Selon les mémoires de James D. Watson, l'ADN, le secret de la vie, le livre de Schrödinger a donné à Watson l'inspiration pour rechercher le gène, ce qui a conduit à la découverte de la structure en double hélice de l'ADN.
Schrödinger montre durant sa vie un grand d'intérêt pour les philosophies du Vedanta de l'hindouisme et du bouddhisme à travers un certain nombre de textes, notamment ceux de Lafcadio Hearn. Cela influença les spéculations à la fin de son livre à propos de la possibilité que la conscience individuelle soit la manifestation d'une conscience unitaire se répandant dans l'univers.
Sa mère, luthérienne, était d'origine pour moitié autrichienne et pour moitié anglaise ; son père était catholique. Bien qu'il ait été élevé dans un foyer religieux en tant que luthérien, il était lui-même athée, mais s'intéressait fortement aux religions orientales (Advaïta védanta, Bouddhisme) et au panthéisme, et il utilisait le symbolisme religieux dans ses travaux. Il pensait également que ses travaux scientifiques constituaient une approche de la divinité, bien que dans un sens intellectuel.

### Vie privée
Erwin Schrödinger souffrait de tuberculose et dut plusieurs fois séjourner, au cours des années 1920, dans un sanatorium d'Arosa en Suisse. C'est là qu'il découvrit son équation d'onde.
En 1933, il comprit qu'il ne pourrait plus vivre dans un pays où la persécution des Juifs était devenue une politique nationale. Au printemps 1933, Alexandre Frederick Lindemann, qui dirigeait le département de physique à l'université d'Oxford, se rendit en Allemagne pour proposer des postes en Angleterre à quelques jeunes savants juifs allemands ; il en parla à Schrödinger et, à sa grande surprise, découvrit que celui-ci envisageait lui-même de quitter le pays. Schrödinger lui demanda également un poste pour son collègue Arthur March, qui serait alors son assistant. Cette requête s'explique par les relations peu conventionnelles qu'entretenait Schrödinger avec les femmes : bien que ses relations avec son épouse Anny fussent bonnes, celle-ci savait pertinemment qu'il avait de nombreuses maîtresses (Anny elle-même avait un amant, Hermann Weyl). Si Schrödinger demandait March comme assistant, c'est qu'à ce moment-là il entretenait justement une liaison avec Hilde, la femme de ce dernier.
Beaucoup de scientifiques qui quittaient l'Allemagne séjournaient au milieu de l'année 1933 dans la province italienne du Haut-Adige. C’est là que Hilde tomba enceinte de Schrödinger. Le 4 novembre 1933, ce dernier, son épouse et Hilde March arrivèrent à Oxford, où Schrödinger fut nommé Fellow du Magdalen College. Peu après, il apprit que ses travaux sur la mécanique ondulatoire avaient été récompensés par un prix Nobel de physique.
Au début 1934, il fut invité à donner des conférences à l'université de Princeton ; à cette occasion, on lui proposa un poste permanent. À son retour à Oxford, il négocia le salaire et les conditions mais finit par décliner l'offre. Des historiens pensent que la vie à Princeton, Anny et Hilde se partageant l'éducation de l'enfant, aurait été difficilement supportable. Le fait que Schrödinger ait ouvertement eu deux femmes, même si l'une d'elles était mariée à un autre, n'était pas bien vu non plus à Oxford. Néanmoins, c’est là que naquit sa fille Ruth Georgie Erica le 30 mai 1934.
Le 4 janvier 1961, Schrödinger meurt de la tuberculose à Vienne, à l'âge de 73 ans laissant une veuve, Anny (née Annemarie Bertel le 3 décembre 1896, morte le 3 octobre 1965). Il est enterré à Alpbach, en Autriche, dans un cimetière catholique. Bien qu'il ne fût pas catholique, le prêtre responsable du cimetière autorise l'enterrement après avoir appris que Schrödinger est membre de l'Académie pontificale des sciences. Sa sépulture est ornée de son équation.

#### Abus sexuels
Erwin Schrödinger tenait un journal de ses relations sexuelles, y compris avec des jeunes adolescents qu'il abusait sexuellement, dans un journal qu'il appelait Ephemeridae. Il y écrit notamment qu'il avait « une prédilection pour les adolescentes, dont l'innocence correspondait idéalement à [son] génie naturel ». Un article du Irish Times paru en 2021 identifie ce type d'abus sexuels comme « un comportement correspondant au profil d'un pédocriminel au sens courant actuel du terme »,. Le Trinity College de Dublin, où une salle de conférences avait été baptisée du nom d'Erwin Schrödinger dans les années 1990, a annoncé en janvier 2022 qu'à la lumière de son passé de violeur d'enfants la salle serait rebaptisée, que la photo du scientifique serait retirée et qu'une réflexion était en cours pour rebaptiser de la même manière une série de conférences qui portait le nom de Schrödinger.

## Publications
- La Nature et les Grecs, coll. « L'Âne d'or », Les Belles Lettres, 2014  (ISBN 978-2-020-12800-1). Traduction et essai : « La clôture de la représentation » de Michel Bitbol.
- L'Esprit et la Matière, coll. « Points-Sciences », Le Seuil, 2011 (ISBN 978-2-7578-2496-2). Traduction et essai L'élision de Michel Bitbol.
- Physique quantique et Représentation du monde, coll. « Points-Sciences », Le Seuil, 1992  (ISBN 2-02-013319-9). Traduction française de deux articles de vulgarisation :
  - La Situation actuelle en mécanique quantique, 1935. Article dans lequel apparaît le « chat de Schrödinger » pour la première fois.
  - Science et Humanisme, la Physique de notre temps, 1951.
- Mémoires sur la mécanique ondulatoire, Félix Alcan, Paris, 1933. Rééd. Jacques Gabay, 1988  (ISBN 2-87647-048-9).
- Qu'est-ce que la vie ?, édition originale en anglais (What is Life?), Macmillan, 1946 ; première édition française 1947 (avec préface de l'auteur à l'édition française), coll. « Points-Sciences », Le Seuil, 1993  (ISBN 2-02-020223-9).
- Ma conception du monde, Le Veda d'un physicien, Paris, Éditions Le Mail, 1982, 164 p.,  (ISBN 978-2715200883)

## Honneurs et récompenses
- Prix Nobel de physique 1933, partagé avec Paul Dirac
- L'astéroïde (13092) Schrödinger

#### Bases de données et dictionnaires
- Ressources relatives à la recherche :   - Mathematics Genealogy Project
  - Scopus
- Ressources relatives aux beaux-arts :   - British Museum
  - Tate
- Ressources relatives à la musique :   - Discogs
  - MusicBrainz
- Ressource relative à l'astronomie :   - Biographical Encyclopedia of Astronomers
- Ressource relative à plusieurs domaines :   - Radio France
- Ressource relative à la bande dessinée :   - Comic Vine
- Notices dans des dictionnaires ou encyclopédies généralistes :   - Britannica
  - Brockhaus
  - Den Store Danske Encyklopædi
  - Deutsche Biographie
  - Dictionary of Irish Biography
  - Dictionnaire historique de la Suisse
  - Enciclopedia italiana
  - Gran Enciclopèdia Catalana
  - Hrvatska Enciklopedija
  - Internetowa encyklopedia PWN
  - Nationalencyklopedin
  - Munzinger
  - Store norske leksikon
  - Treccani
  - Universalis
  - Visuotinė lietuvių enciklopedija
- Notices d'autorité :   - VIAF
  - ISNI
  - BnF (données)
  - IdRef
  - LCCN
  - GND
  - Italie
  - Japon
  - CiNii
  - Espagne
  - Belgique
  - Pays-Bas
  - Pologne
  - Israël
  - NUKAT
  - Catalogne
  - Suède
  - Australie
  - WorldCat

(en) « Erwin Schrödinger », sur Find a Grave